# Publius Seppienus Aelianus
Publius Seppienus Aelianus (vollständige Namensform Publius Seppienus Publi filius Pollia Aelianus) war ein im 1. Jahrhundert n. Chr. lebender Angehöriger des römischen Ritterstandes (Eques).
Durch ein Militärdiplom, das auf den 7. Februar 78 datiert ist, ist belegt, dass Aelianus 78 Kommandeur der Cohors Cilicum war, die zu diesem Zeitpunkt in der Provinz Moesia stationiert war. Aelianus war in der Tribus Pollia eingeschrieben.